# Studzienka Madonny Sykstyńskiej w Poznaniu
Studzienka Madonny Sykstyńskiej – neogotycka studzienka w formie kapliczki, usytuowana w niszy muru szpitala Sióstr Miłosierdzia-szarytek (obecnie szpitala Przemienienia Pańskiego) przy ul. Długiej, naprzeciw placu Bernardyńskiego w Poznaniu. Stanowiąca jedną z czterech studni na linii drewnianego wodociągu ufundowanego przez hrabiego Edwarda Raczyńskiego. Niezachowana, w trakcie rekonstrukcji.

## Historia
Prace przy budowie studzienki Madonny Sykstyńskiej rozpoczęte zostały przez Edwarda Raczyńskiego w 1844, zakończone zostały już po jego śmierci w 1846, przez wdowę Konstancję Raczyńską.
Umieszczona figura Madonny z Dzieciątkiem, jest plastycznym odwzorowaniem Madonny Sykstyńskiej dzieła Rafaela Santi. Wykonana została najprawdopodobniej na podstawie wyraźnych wskazówek Raczyńskiego, a zaprojektowana przez Christiana Gottlieba Cantiana. Wiadomo na pewno, że na podstawie gipsowego modelu w spiżu odlał ją w hucie Lauchhammer w Saksonii, August Fischer. Studzienka dostarczała czystą i chłodną wodę do 1940, do czasu zniszczenia jej przez Niemców. Według relacji Zygfryda Osięgłowskiego, została zdemontowana i złożona na placu gazowni miejskiej przy ul. Grobla 1. Tam pocięto ją palnikiem acetylenowym na części i wysłano do przetopienia w hucie.
Poznań jako jedne z pierwszych miast ówczesnych Prus, zadbał o dostarczenie dla mieszkańców zdrowej wody pitnej. Przypominała o tym tabliczka umieszczona na studzience z napisem: „Edward hr. Raczyński sprowadził wodę Poznaniowi przed św. Wojciechem, przed landschaftem (gmachem Ziemstwa Kredytowego) na Podgórnej ulicy i tę kaplicę z Bogarodzicą wystawił na chwałę Boską. Pobożni proście za jego duszę. 1846.”.

## Architektura
"Studnia umieszczona w ceglanym zagłębieniu muru szpitalnego, wykonana była w piaskowcu w formie aediculowej kapliczki o neogotyckich formach i ustawiona na dwukondygnacyjnym cokole. Jej autorem był Christian Gottlieb Cantian. Do dolnej, murowanej części cokołu studzienki przylegał basen na wodę o rzucie wydłużonego sześcioboku. Górną, piaskowcową kondygnację cokołu ujmowały dwa krótkie, masywne filarki, rozszerzające się uskokowo ku środkowi, gdzie mieściła się kwadratowa płycina z rombem ozdobionym maswerkową dekoracją. Z rurki umieszczonego centralnie medalionu spływała do basenu woda. Niszową nastawę w formie wąskiego retabulum flankowały dwa filary o wydłużonej płycinowej dekoracji lica, nawiązującej do gotyckich podziałów okiennych, zwieńczone masywną sterczyną ujętą u nasady czterema mniejszymi. Ich krawędzie pokrywały żabki, a na szczycie znajdował się kwiaton. Obramienie przesklepionej niszy z trzema wiązkami żeber zbiegających się u góry, mieszczącej postać Madonny z Dzieciątkiem, ujmowały trzy pary wąskich kolumienek o roślinnych kapitelach, przechodzących w ostrołukowe zwieńczenie o wałkowym profilu, z ażurowym trójdzielnym maswerkiem. Zwieńczony metalowym krzyżem trójkątny tympanon ujmowały po bokach żabki".
Radca miejski Arthur Kronthal tak ją opisywał:
"Drugą ufundowaną dla miasta przez Raczyńskiego studzienką, także odlaną w Lauchhammer, jest studzienka Madonny znajdująca się przy Szpitalu Sióstr Szarytek, naprzeciwko miejskiej hali gimnastycznej. Składa się ona z nadzwyczaj bogato rozczłonkowanej części w kształcie gotyckiego tabernakulum z rzeźbiarską kopią Madonny Sykstyńskiej Rafaela. Główki z tej studzienki były – w zamyśle fundatora – pierwotnie tak wykonane, by je po jakimś czasie zdjąć i zastąpić główkami portretowymi przedstawiającymi konkretne postaci. Woda zaś z tej studzienki uchodzi wśród polskokatolickiej ludności Poznania za mającą uzdrowicielską moc, szczególnie w chorobach oczu".

## Rekonstrukcja
W październiku 2015 na terenie szpitala Przemienienia Pańskiego, w miejscu gdzie stała pierwotnie studzienka, rozpoczęto jej odbudowę, aby przywrócić ją do stanu z 1846.